# Heteroguina cheesmanae
Heteroguina cheesmanae är en insektsart som beskrevs av Young 1986. Heteroguina cheesmanae ingår i släktet Heteroguina och familjen dvärgstritar. Inga underarter finns listade i Catalogue of Life.